# Стадирање рака
Стадирање рака или  класификација стадијума тумора  је процес одређивања степена до којег је рак порастао и проширио се. Ова класификација која је полазна основа за бригу о пацијентима са раком, има за циљ да пружи номенклатуру о анатомском обиму болести која се доседно може користити широм свиета. Како она омогућава поуздану комуникацију о одређеном пацијенту, она пружа могућност разумевање степена болести међу пацијентима у клиничком испитивању, и на тај начин повећава способност клиничара да доносе процене о томе колико се одређене стратегије управљања и повезани резултати примењују на новог пацијента.
Како се ставови и технологија у медицини мењала кроз историју и способност дефинисања нијанси у погледу обима рака се мења односно напредује, а то мора да прати и номенклатура која непрестано мора да се развија.

## Опште информације
Правилно постављање стадијума је критично јер се лечење (посебно потреба за преоперативном терапијом и/или за адјувантним третманом, обим операције) генерално заснива на овом параметру. Дакле, нетачно постављање дијагнозе рака би довело до неправилног лечења.
За неке уобичајене карциноме процес стадијума је добро дефинисан. На пример, у случајевима рака дојке и рака простате, лекари рутински могу да идентификују да је рак рани и да има мали ризик од метастаза.  У таквим случајевима, професионалне медицинске организације је против употребе ПЕТ скенирања, ЦТ скенирања или скенирања костију, јер истраживања показују да је ризик од таквих процедура већи од могућих користи.   Неки од проблема повезаних са претераним тестирањем укључују пацијенте који примају инвазивне процедуре, претерано коришћење медицинских услуга, непотребно излагање зрачењу и погрешну дијагнозу.

### Патохистологија у стадирању рака
Патолошко стадијум, где патолог прегледа делове ткива, може бити посебно проблематичан из два специфична разлога: 
- Визуелна дискреција  која значи да је лекар у стању да идентификујете појединачне ћелије рака помешане са здравим ћелијама на плочици. Надзор над једном ћелијом може значити погрешно постављање и довести до озбиљног, неочекиваног ширења рака.

- Насумично узимање узорака ткива односи се на чињеницу да се лимфни чворови узимају од пацијената и испитаују насумични узорци. Ако се канцерогене ћелије присутне у лимфном чвору случајно не налазе у посматраним деловима ткива, може доћи до погрешног постављања стадијума и неправилног лечења.

### Тренутно истраживање
Нове, веома осетљиве методе инсценације су у развоју. На пример, мРНА за ГЦЦ (гванилил циклаза ц), присутна само у луминалном аспекту цревног епитела, може се идентификовати коришћењем молекуларног скрининга (РТ-ПЦР) са високим степеном осетљивости и прецизности. Присуство ГЦЦ у било ком другом ткиву тела представља колоректалну метаплазију. Због своје високе осетљивости, РТ-ПЦР скрининг за ГЦЦ у великој мери смањује потцењивање стадијума болести. Истраживачи се надају да ће стадијум са овим нивоом прецизности довести до прикладнијег лечења и боље прогнозе. Штавише, истраживачи се надају да се ова иста техника може применити на друге протеине специфичне за ткиво.

## Класификација
У овој класификацији сваком раку додељен је број од I до IV, при чему је I изоловани рак, а број IV означава рак који је метастазирао и проширио се од свог порекла. Стадијум генерално узима у обзир величину тумора, да ли је захватио суседне органе, на колико регионалних (оближњих) лимфних чворова се проширио (ако их има) и да ли се појавио на удаљенијим локацијама (метастазирао).
У медицини се данас користе два главна система за стадијрање различитих врсте рака.

### Систем означавања бројевима
- стадијум 0  – рак је тамо где је почео (ин ситу) и није се проширио
- стадијум 1  - рак је мали и није се проширио нигде другде
- стадијум 2 - рак је порастао, али се није проширио
- стадијум 3  – рак је већи и може се проширити на околна ткива и/или лимфне чворове (или „жлезде”, део имуног система)
- стадијум 4  - рак се проширио од места где је почео на најмање један други орган, такође познат као "секундарни" или "метастатски" рак

### ТНМ  систем
ТНМ систем користи слова и бројеве да опише рак. Овај систем се користи на различите начине у зависности од врсте рака који пацијент има.
- Т - описује величину тумора, бројевима од 1 до 4 (1 за мале, 4 за велике)
- Н  - означава лимфне чворове, са бројевима од 0 до 3 (0 значи да ниједан лимфни чвор нема рак, 3 значи да многи имају)
- М - означава метастазе или да ли се рак проширио на други део тела, са бројевима 0 или 1 (0 значи да се није проширио, 1 значи да се проширио)

Ова класификација се може даље поделити на основу тумора како би се пружиле детаљније информације. На пример у класификацији колоректалног карцинома, 
- М1а означава ширење на 1 област,

- М1б се шири на 2+ области,

- М1ц значи ширење на површину перитонеума.

Перитонеална карциноматоза, посебно, је лош прогностички фактор за колоректални карцином. Укупна стопа преживљавања за перитонеалне метастазе варира у зависности од примарног тумора, али може бити ниска и до три месеца у случају непознатог примарног тумора.

## Табеларни приказ стадијум рака
| Стадијум    | T           | N           | M       |
| ----------- | ----------- | ----------- | ------- |
| Окултни рак | Tx          | N0          | M       |
| 0           | Tis         | N0          | M0      |
| IA1         | T1mi T1a    | N0 N0       | М0 M0   |
| IA2         | T1b         | N0          | M0      |
| IA3         | T1c         | N0          | M0      |
| IB          | T2a         | N0          | M0      |
| IIA         | T2b         | N0          | M0      |
| IIB         | T1a         | N1          | M0      |
| IIB         | T1b         | N1          | M0      |
| IIB         | T1c         | N1          | M0      |
| IIB         | T2a         | N1          | M0      |
| IIB         | T2b         | N1          | M0      |
| IIB         | T3          | N0          | M0      |
| IIIA        | T1a         | N2          | M0      |
| IIIA        | T1b         | N2          | M0      |
| IIIA        | T1c         | N2          | M0      |
| IIIA        | T2a         | N2          | M0      |
| IIIA        | T2b         | N2          | M0      |
| IIIA        | T3          | N1          | M0      |
| IIIA        | T4          | N0          | M0      |
| IIIA        | T4          | N1          | M0      |
| IIIB        | T1a         | N3          | M0      |
| IIIB        | T1b         | N3          | M0      |
| IIIB        | T1c         | N3          | M0      |
| IIIB        | T2a         | N3          | M0      |
| IIIB        | T2b         | N3          | M0      |
| IIIB        | T3          | N2          | M0      |
| IIIB        | T4          | N2          | M0      |
| IIIC        | T3 Т4       | N3          | M0      |
| IVA         | Било који T | Било који N | M1a M1b |
| IVB         | Било који T | Било који N | M1c     |

ТНМ систем помаже да се утврди анатомски обим болести, а комбинација три фактора може послужити за дефинисање укупног стадијума тумора. Ова метода омогућава поједностављење, са стадијумом рака од I-IV, при чему је стадијум IV најтежи стадијум. Фаза 0 се користи за указивање на карцином ин ситу, који се не сматра канцерогеним, али може постати рак у будућности. Стадијум V се користи искључиво код Вилмсових тумора и јавља се када су оба бубрега захваћена при почетној дијагнози.   
Поједностављена верзија стадијума рака и његов однос са ТНМ класификацијом је наведена у наставку.  
Стадијум 0 означава да је рак или  карцином ин ситу, и да код стадијума абнормалне ћелије расту на свом нормалном месту (од латинске речи in situ  „на свом месту“). 
Стадијум I је подељен у стадијум (IA и IВ), с тим што се стадијум IА дели на 3 подгрупе (IA1, IA2, IA3), a, а укључује Т1/Т2а N0M0 туморе. 
Стадиј II се т дели на стадијум IIА и IIВ, укључује или T2b/T3N0 M0 туморе или T1/T2N1 M0 туморе. 
Стадијум III се дели у стадијум III  A, III B i III C. Стадијум III A укључује T4N0M0 и T3/4 N1 M0 туморе као и T1/T2 N2M0 туморе. Тумори у III B  стадијуму су или  T3/T4 N2 M0 или T1/T2N3M0.  Стадијум III C укључује T3/T4 N3 M0  туморе. 
Стадијум IV је подељен у стадијум IV А који укључује све врсте M1a и M1b  тумора без обзира на Т или Н класификацију. IV В укључује све M1c туморе.
Прогресивни стадијум рака повезан је са озбиљношћу болести и смањеном стопом преживљавања. 
- Анални карцином сквамозних ћелија показао је уочену 5-годишњу стопу преживљавања од 77% за стадијум I и само 15% за стадијум IV.
- Колоректални карцином је показао петогодишњу стопу преживљавања од 74% за стадијум I, али само 5% за стадијум IV.[10]